# Ditchling
Ditchling est un village et une paroisse civile situé dans le district de Lewes, dans le Sussex de l'Est dans le Sud de l'Angleterre.
Sur son territoire se trouve la source orientale de l'Adur,
un fleuve côtier qui se jette dans la Manche.

## Source
- (en) Cet article est partiellement ou en totalité issu de l’article de Wikipédia en anglais intitulé « Ditchling » (voir la liste des auteurs).